# Британська теплова одиниця
Брита́нська теплова́ одини́ця (British Thermal Unit BTU) — кількість тепла, необхідна для нагрівання 1 англ. фунта води на 1 °Ф.
1 BTU = 1054—1060 Дж = 252—253 кал.